# Roots and Wings
Roots and Wings è il quarto album in studio del gruppo musicale belga Vaya Con Dios, pubblicato nel 1995.

## Tracce
1. Lonely Feeling
2. Stay With Me
3. Hot August Night
4. Don't Break My Heart
5. Mind On Vacation
6. Call On Me
7. What If?
8. Evening Of Love
9. Paradise
10. Get To You
11. Don't Hate You Anymore
12. Movin' On